# The Eye of Judgment
The Eye of Judgment är datorspel från 2007 utvecklat av SCE Japan Studio för Playstation 3. Spelet är det första som använder sig av en så kallad utökad verklighet, med hjälp av en digital videokamera och spelkort, kallad PlayStation Eye. 